# باراميريم
باراميريم بلدية في ولاية باهيا في المنطقة الشمالية الشرقية من البرازيل.